# Lipoma
Un lipoma es un tumor de tejido blando benigno. Son nódulos subcutáneos blandos y móviles de adipocitos (células grasas) de crecimiento lento; la piel suprayacente es de apariencia normal. Corresponde al tumor de tejidos blandos más común en los adultos y  aumenta en prevalencia con el aumento de la edad del paciente. 
La distribución anatómica es amplia, habitualmente se localiza en el tejido subcutáneo de la región proximal de las extremidades y del tronco. Con poca frecuencia los lipomas son grandes e intramusculares y están mal delimitados. Usualmente su tamaño varía entre los 2-10 cm. Los profundos e intramusculares tienden a tener mayor tamaño. Algunas personas poseen múltiples de ellos, lo que se conoce como lipomatosis. También pueden localizarse a nivel visceral, en el mesenterio del intestino.
Histológicamente, los tumores están circunscritos, encapsulados y compuestos de tejido adiposo blanco maduro. Los lipomas son firmes y algo nodulados a la palpación.
Es el más común de los tumores de tejidos blandos. Es más común entre los 40 y 60 años, en menores de 20 años es infrecuente.

## Causas y clasificación

### Causas
La causa no esta completamente clara. Suelen repetirse en las familias, por lo que los factores genéticos probablemente influyan en su desarrollo.
Normalmente aparece más en mujeres cuyas familias poseen antecedentes de tener el padecimiento. Sin embargo, la afinidad a desarrollar un lipoma no es necesariamente hereditaria. Aunque las afecciones hereditarias, como la lipomatosis múltiple familiar, pueden influir en  el desarrollo de lipoma
Los lipomas convencionales muestran anomalías citogenéticas. Algunas de las anomalías más comunes incluyen translocaciones y reordenamientos que afectan la recombinación de 12q13-15 con una variedad de parejas y aberraciones cromosómicas que involucran 6p21-23 o la pérdida de 13q.

### Clasificación
Ocurren en sitios superficiales (subcutáneos) como lesiones blandas, pequeñas y móviles indoloras, como profundas las cuales pueden crecer mucho más antes de ser detectadas. 
Se vuelven perceptibles a medida que incrementa la circunferencia o el tamaño de una extremidad o se evidencian cuando la extremidad adquiere asimetría en el momento en que el individuo pierde peso.
Sitios involucrados
- El lipoma convencional puede surgir dentro del tejido subcutáneo o los tejidos blandos profundos o en las superficies del hueso (lipoma parosteal).
- Los lipomas profundos que surgen dentro o entre las fibras musculares esqueléticas se llaman lipomas intramusculares o intermusculares, respectivamente

1. El lipoma intramuscular involucra el músculo esquelético en una variedad de lugares, incluyendo la región del tronco, cabeza y cuello, extremidades superiores e inferiores
2. El lipoma intermuscular surge con mayor frecuencia en la pared abdominal anterior.Lipoma intermuscular

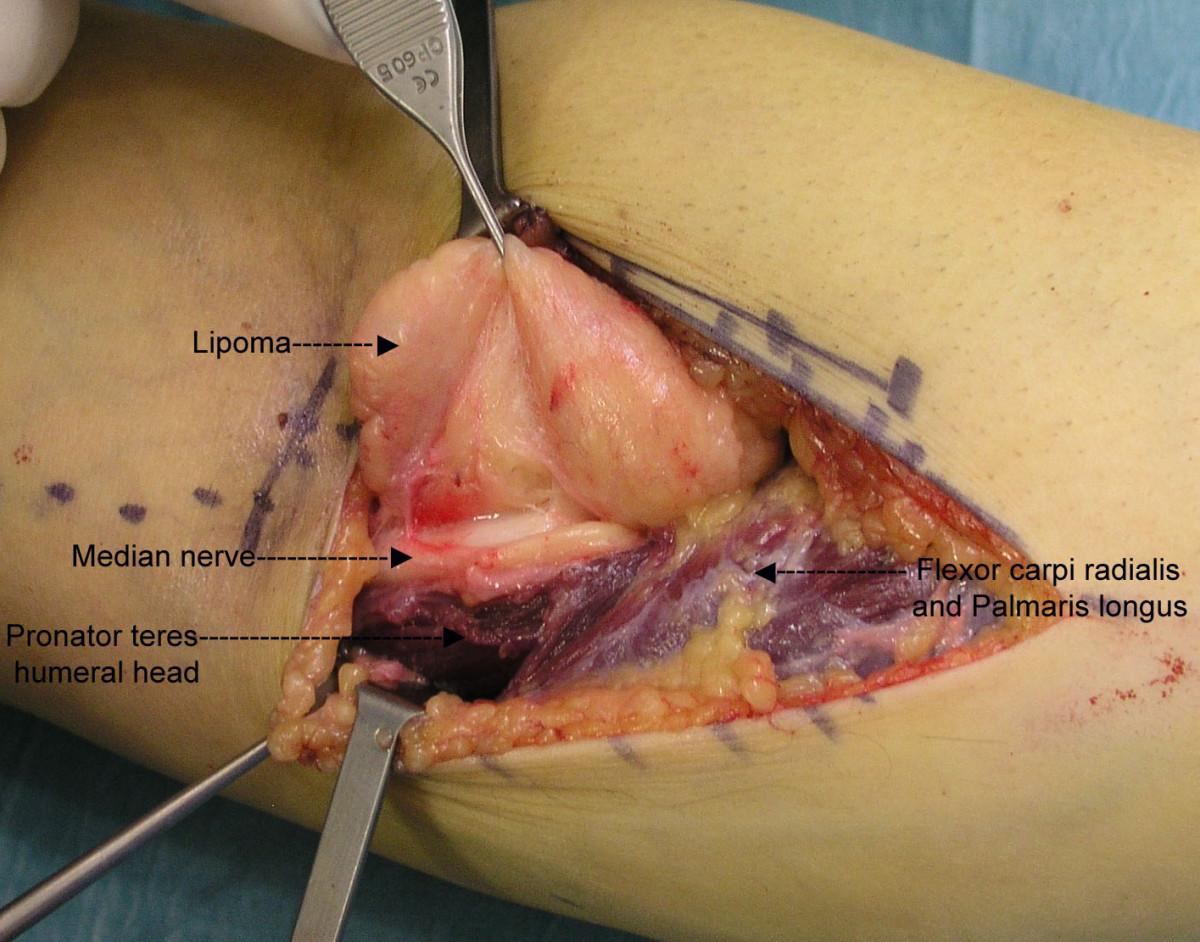
Lipoma intermuscular

- El lipoma arborescens llamado (proliferación lipomatosa vellosa de la membrana sinovial) se caracteriza por la infiltración grasa del tejido conectivo subsinovial.
- Los lipomas retroperitoneales son muy raros y requieren confirmación molecular

Clasificación
Se clasifican según las características moleculares distintivas y las morfológicas. Algunos de ellos son:
1. Lipoma convencional (Masa bien encapsulada de adipocitos maduros , es el más frecuente.)
2. Fibrolipoma (tejido adiposo más fibroso)
3. Angiolipoma (adipocitos maduros con vasos sanguíneos anormales)
4. Mielolipoma (compuesto de tejido adiposo maduro y elementos hematopoyéticos diversos.)
5. Lipoma de células fusiformes (Está constituido por una proliferación variable de adipocitos maduros, células fusiformes y ocasionales células gigantes multinucleadas)[8]

Los lipomas son blandos, móviles e indoloros (excepto el angiolipoma) y por lo general su extirpación simple es curativa.

## Diagnóstico

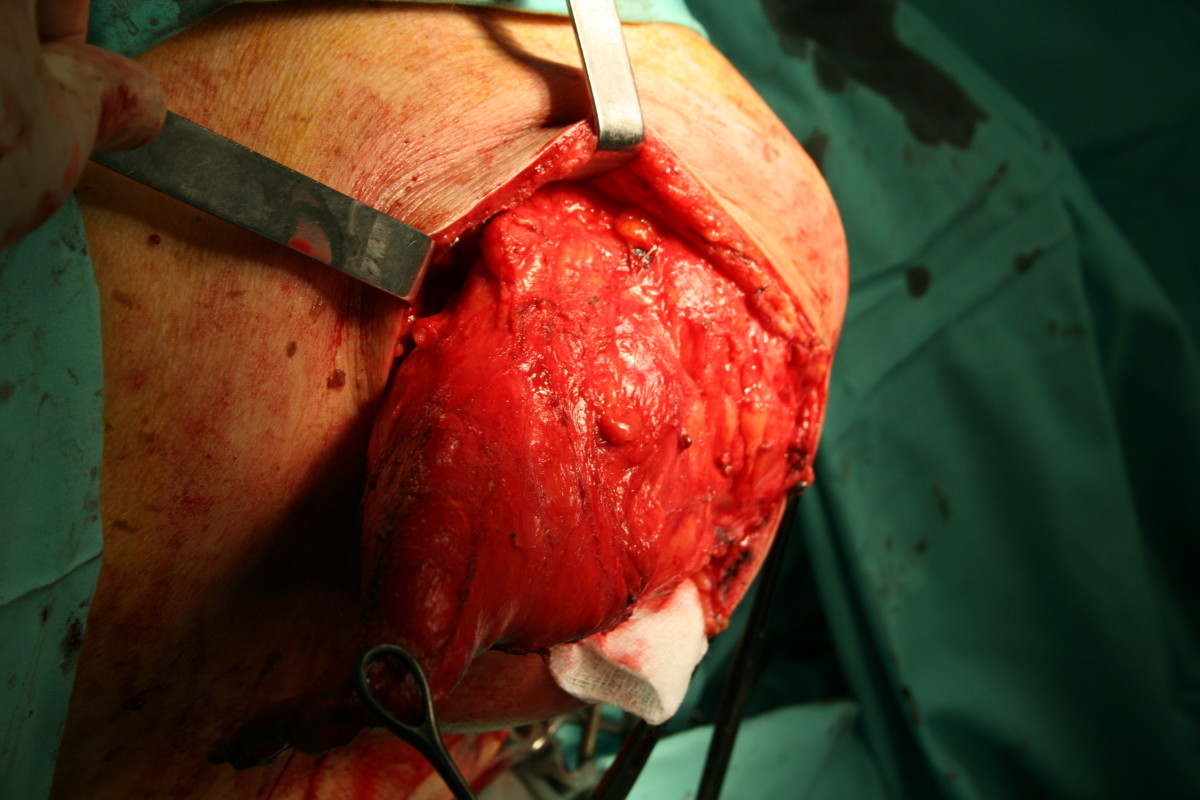
Liposarcoma

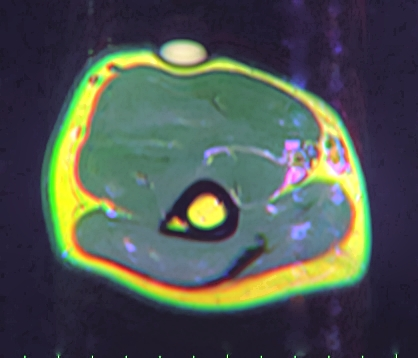
Resonancia magnética, lipoma en brazo.

Por lo general se hace clínicamente mediante el examen físico. Sin embargo, si hay duda el paciente debe ser derivado a un dermatólogo.
Algunos de los procedimientos diagnósticos que se pueden realizar corresponden a:
- Radiografía preoperatoria.
- Análisis de diagnóstico por imágenes, resonancia magnética o exploración por TC (tomografía computarizada), si es grande, posee características inusuales o parece ser más profundo que el tejido graso. La ecografía como la resonancia magnética se han utilizado con cierto éxito para diferenciar los lipomas y los liposarcomas, pero no son del todo confiables.
- Aspiración con aguja fina, extracción de una muestra de tejido (biopsia) para un análisis de laboratorio

Existe una leve posibilidad de que el bulto que aparenta ser un lipoma sea cáncer, liposarcoma.

Los liposarcoma son tumores cancerosos que se localizan en tejido graso, son de crecimiento rápido y por lo general son dolorosos. 

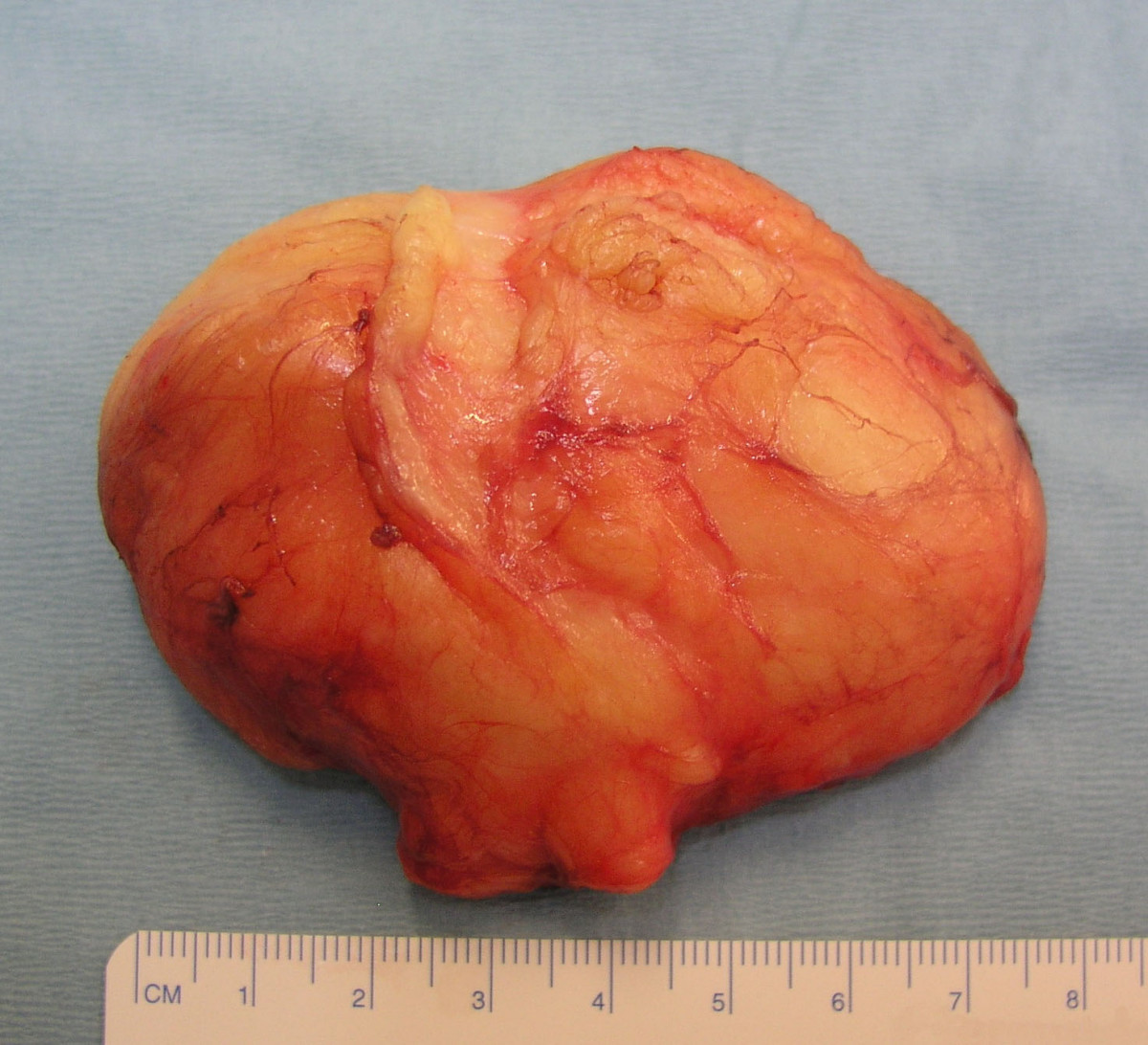
"Lipoma gigante se extirpó completamente y midió 8 cm x 6 cm x 3 cm."

### Diagnósticos diferenciales[9]
- Tumor lipomatoso atípico
- Lipoma de células fusiformes
- Liposarcoma mixoide
- Hibernoma
- Lipomatosis del nervio
- Quistes sebáceos (contienen sebo. Afectan a las glándulas)
- Quistes epidermoides (contienen queratina y grasa)

### Factores de riesgo
Los lipomas son más comunes en el grupo de edad de 40 a 60 años, y generalmente son raros en niños.
Obesidad
Historia Familiar
Trastornos asociados:
- El síndrome de Gardner (poliposis intestinal, quistes y osteomas), tienen mayor riesgo de desarrollar lipomas múltiples.

- Las personas con enfermedad de Dercum (bultos dolorosos en el tronco, hombros, brazos y piernas)

- Síndrome de Cowden (hamartomas presentes en la piel, membranas mucosas, glándula tiroides y tejido mamario)

### Signos de alarma
- Crecimiento rápido y excesivo
- Más de 5 cm de diámetro.
- Ubicado en las extremidades, retroperitonealmente, en la ingle, en el escroto o en la pared abdominal.
- Profundo (por debajo o fijo a la fascia superficial)
- Exhibe comportamiento maligno (invasión en nervio o hueso)

## Tratamiento
Usualmente, el tratamiento de un lipoma no es necesario, a menos que el tumor sea doloroso o interfiera con el movimiento. Predominantemente se extraen debido a motivos estéticos. Son extirpados cuando son muy grandes, existe compresión de estructuras circundantes o el diagnóstico es incierto. Los tumores más profundos pueden recurrir si se extirpan de forma incompleta. Por lo general la escisión quirúrgica es curativa.
Los tratamientos del lipoma incluyen los siguientes:
Extracción quirúrgica. La mayoría de los lipomas se extraen de manera quirúrgica mediante un corte. La reaparición luego de que lo extraigan es poco frecuente. Los efectos secundarios que pueden ocurrir son la formación de cicatriz y de hematomas. Se puede disminuir la cicatriz con una técnica que se conoce como extracción con incisión mínima. Los lipomas normalmente se extirpan por escisión simple. La remoción a menudo se puede hacer bajo anestesia local, y toma menos de 30 minutos.La cicatrización mínima se puede lograr con una técnica llamada extracción segmentaria. Una incisión pequeña seguida de disección ciega del lipoma y extracción de manera segmentaria.
Liposucción: En este tratamiento se emplea una aguja y una jeringa grande para extraer el bulto de grasa.
Inyecciones de esteroides: Las inyecciones de esteroides también se pueden usar directamente en el área afectada. Se está estudiando su uso antes de la cirugía. Este tratamiento reduce el tamaño del lipoma, pero generalmente no lo elimina. El bulto reducido se puede extraer mediante cirugía.

### Pronóstico
Es raro que sean recurrentes.
La mayor tasa de recidivas ocurre en el caso del lipoma intramuscular en un 15%.